# Solanum seaforthianum
Solanum seaforthianum (укр. Паслі́н Зеафорта) — вид пасльону, зростає в лісах по берегах річок в Мексиці, на Великих та Малих Антильських островах, у Венесуелі, Колумбії.
Вічнозелені рослини, в'юнкі кущі 4-6 м у висоту. Листочки непарноперисті, ланцетні чи яйцеподібно-ланцетні, цілокраї, слабо хвилясті. Квітки зібрані в пазушні мітли, повислі, світло-лілові. Плід яйцеподібний, червонувато-помаранчевий. Цвіте із березня по жовтень-листопад. Високодекоративна рослина.